# Hallenhockey-Europameisterschaft der Damen 1987
Die Hallenhockey-Europameisterschaft der Damen 1987 war die fünfte Auflage der Hallenhockey-Europameisterschaft der Damen. Sie fand vom 5. Januar bis 7. Januar in Bad Neuenahr-Ahrweiler statt. Titelverteidiger Deutschland besiegte im Finale die Niederlande mit 10:8 und feierte den fünften Europameistertitel.
Mit 160 Toren in 20 Spielen war es das torärmste Turnier seit 1975. Torschützenkönigin wurde die Niederländerin Lisanne Lejeune mit insgesamt 13 Treffern. Für eine Premiere sorgte der niederländische Coach Gijs van Human, der im Halbfinale und Finale auf eine Torhüterin in der Startaufstellung verzichtete.

## Vorrunde

### Gruppe A
Tabelle
|    | Land        | Spiele | Tore  | Diff. | Punkte |
| -- | ----------- | ------ | ----- | ----- | ------ |
| 1. | Deutschland | 3      | 23:03 | +20   | 6:0    |
| 2. | Irland      | 3      | 11:14 | −03   | 4:2    |
| 3. | Schottland  | 3      | 07:14 | −07   | 1:5    |
| 4. | Frankreich  | 3      | 07:17 | −10   | 1:5    |

### Gruppe B
Tabelle
|    | Land        | Spiele | Tore  | Diff. | Punkte |
| -- | ----------- | ------ | ----- | ----- | ------ |
| 1. | Niederlande | 3      | 22:10 | +08   | 6:0    |
| 2. | England     | 3      | 13:11 | +02   | 4:2    |
| 3. | Österreich  | 3      | 07:17 | −10   | 2:4    |
| 4. | Spanien     | 3      | 07:11 | −04   | 0:6    |

## Zwischenrunde
| Schottland | – | Spanien | 3:2 |

| Österreich | – | Frankreich | 2:4 |

## Vorschlussrunde
| Deutschland | – | England | 6:3 (3:2) |

| Niederlande | – | Irland | 5:3 (2:2) |

## Platzierungsspiele

### Spiel um Platz 7
| Spanien | – | Österreich | 7:1 (5:0) |

### Spiel um Platz 5
| Frankreich | – | Schottland | 3:3 n.V. (3:3, 2:2) 4:3 i.S. |

### Spiel um Platz 3
| England | – | Irland | 3:0 (1:0) |

### Finale
| Deutschland | – | Niederlande | 10:8 (4:4) |

Vor 700 Zuschauern erzielten die Tore für Deutschland Beate Deininger (6×), Eva Hegener (2×), Gaby Appel und Caren Jungjohann. Für die Niederlande trug sich Lisanne Lejeune mit vier Treffern in die Torschützenliste ein.